# Saint-Gervais-la-Forêt
Saint-Gervais-la-Forêt ist eine französische Gemeinde im Département Loir-et-Cher in der Region Centre-Val de Loire. Die Bevölkerung beläuft sich auf 3184 Einwohner (Stand: 1. Januar 2022). Saint-Gervais-la-Forêt gehört zum Arrondissement Blois und zum  Kanton Vineuil. Die Einwohner werden Gervaisiens genannt.

## Geographie
Saint-Gervais-la-Forêt liegt zwischen Orléans und Tours am Cosson, einem Nebenfluss der Loire. Umgeben wird Saint-Gervais-la-Forêt von den Nachbargemeinden Blois im Norden, Vineuil im Osten, Mont-près-Chambord und Cellettes im Süden sowie Chailles im Westen.

## Geschichte
Vom 8. Jahrhundert bis zur Französischen Revolution lautete der Ortsname Saint-Gervais-des-Près, der dann kurzzeitig in Gervais-sur-Cosson umgebildet wurde.

### Bevölkerungsentwicklung
| 1962 | 1968 | 1975 | 1982 | 1990 | 1999 | 2006 | 2017 |
| ---- | ---- | ---- | ---- | ---- | ---- | ---- | ---- |
| 1426 | 1775 | 2042 | 2702 | 2784 | 3308 | 3413 | 3201 |

## Sehenswürdigkeiten
- Kirche Saint-Gervais-et-Saint-Protais mit Turm aus dem 12. Jahrhundert, im 16. und 21. Jahrhundert rekonstruierte Kirche, die 1567 während der Religionskriege zerstört wurde
- Rathaus aus den Jahren 1883/1884
- Priorei aus dem 17. Jahrhundert
- Schloss aus dem Jahre 1842
- Gutshof Aubépin, Wehrhof aus dem 18. Jahrhundert
- Brücke Saint-Michel über den Cosson aus dem 11. Jahrhundert

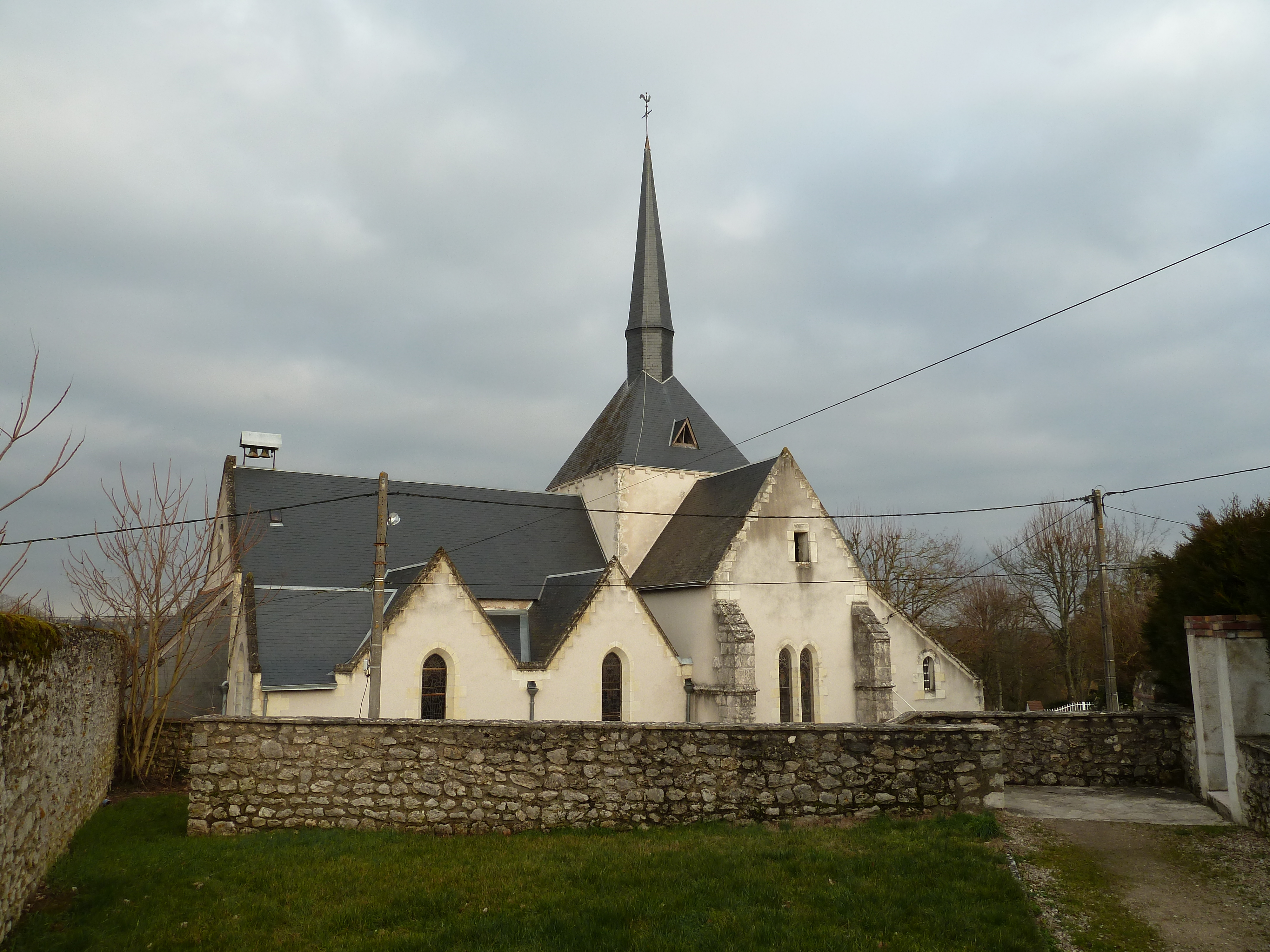
Kirche Saint-Gervais-et-Saint-Protais

- Chartrains-Brücken

## Persönlichkeiten
- Édouard Dujardin (1861–1949), Schriftsteller und Kritiker